# Yamaha TZ 250
Die Yamaha TZ 250 war ein käufliches Rennmotorrad des japanischen Herstellers Yamaha, das von 1973 bis 1990 in der Motorrad-Weltmeisterschaft eingesetzt wurde. Die Grundlage des Production-Racers bildete die OW17, die Werksmaschine von Yamaha, mit der Dieter Braun 1973 Motorrad-Weltmeister in der Klasse bis 250 cm³ wurde. Mit größerer Bohrung (64 statt 54 mm) wurde die nahezu baugleiche Yamaha TZ 50 hergestellt.

## Geschichte und Technik
Die wassergekühlte TZ-Baureihe der käuflichen Rennmaschinen in der Klasse bis 250 cm³ Hubraum wurde im Juni 1973 vorgestellt und löste die luftgekühlten Varianten der Yamaha-TD-Baureihe ab, die von getunten Serienmotoren abstammten. Das Bohrung-Hub-Verhältnis von 54 × 54 mm wurde von der TD 3 übernommen, die 1972 erschien. Mit dem Modelljahr 1981 (TZ 250 H) wurde eine komplette Neukonstruktion auf den Markt gebracht. Anstatt eines modifizierten Seriengehäuses hatten die Motoren ein eigens für den Rennsport entwickeltes Sandgussgeäuse, die beiden Zylinder waren nicht mehr im Block gegossen, sondern einzeln stehend. Das Bohrung/Hub-Verhältnis änderte sich auf 56 × 50,7 mm. Zudem bekamen die Zylinder ein sogenanntes Yamaha Power Valve System (YPVS). Die erste Modellreihe (TZ 250 A) des wassergekühlten Twins mit kontaktloser Thyristor-Magnetzündung hatte eine Leistungsabgabe von 51 PS, die letzte Ausbaustufe, die TZ 250 A (3TC) von 1990, 76 PS.
Während die Membransteuerung in die Serienproduktion übernommen wurde, entschloss sich Yamaha bei der Production-Racer bis Modelljahr 1984 (TZ 250 L) auf die Kolbenkantensteuerung zurückzugreifen. Mit dem Modell TZ 250 N wurde auch im TZ-Motor der Einlass membrangesteuert. Die von Yamaha vorgesehene Frischölautomatik wurde von einigen Privatfahrern problemlos auf Mischungsschmierung (1 : 20) umgerüstet.
Über ein Sechsganggetriebe und eine Kette wurde die Leistung an das Hinterrad übertragen. Das Fahrwerk bestand aus einem Doppelschleifen-Rohrrahmen mit Teleskopgabel und zwei Federbeinen an der Hinterradschwinge. Die Bremsanlage hatte vorn eine Duo-Duplex-Bremse und hinten eine Duplexbremse. Mit dem Modell TZ 250 C (1975) wurde das Fahrwerk überarbeitet, eine Cantileverschwinge mit Zentralfederbein sowie Scheibenbremsen eingeführt. Der Benzintank fasste 23 Liter, der Ölvorrat betrug 1,5 Liter.

„Während der folgenden 15 Jahre kamen Privatfahrer weltweit nicht an den TZ-Rennmaschinen vorbei.“

1991 wurde der Motor der TZ 250 gründlich überarbeitet und an die Werksrennmaschine (YZR 250) angepasst. Die neue Modellreihe, nun mit V-Motor, wurde bis 2004 an ausgesuchte Fahrer geliefert.